# I'm Forever Blowing Bubbles
„I'm Forever Blowing Bubbles“ (česky Já věčně foukám bubliny) je americká populární skladba z roku 1919 a hymna anglického fotbalového klubu West Ham United FC.

## Vznik skladby
Píseň složil v roce 1918 americký muzikálový skladatel John Kellette. Text ke skladbě napsali James Kendis, James Brockman a Nat Vincent vystupující pod pseudonymem Jaan Kenbrovin. Píseň byla poprvé představena veřejnosti v muzikálu The Passing Show of 1918 na Brodwayi v New Yorku. Skladbu v roce 1919 nahrál big bandový Nový orchestr Bena Selvina, který vyšel v říjnu 1919.

## Hymna londýnského klubu
V Británii se ve 20. letech píseň stala hitem. Na konci 20. let působil v mužstvu londýnského klubu West Ham United fotbalista Billy J. Murray, kterému se přezdívalo "Bubbles" (česky bublina). Tehdejší ředitel klubu Bill Cornelius proto začal tuto píseň zpívat po každém vítězném zápase na stadionu Boleyn Ground, kdy v sestavě hrál legendární "Bubbles". Skladba se poté mezi fanoušky stala neodmyslitelně spojenou s londýnským klubem, až byla přijata za oficiální hymnu. V roce 1980 anglická punk rocková kapela Cockney Rejects nahrála moderní nahrávku skladby s pomocí fanoušků West Ham United.
Skladba byla součástí zahajovacího ceremoniálu letních olympijských her v roce 2012, který se odehrál 27. července 2012 na domácím stadionu West Hamu, novém Olympijském stadionu.
Po vítězství West Hamu United ve finále Evropské konferenční ligy 7. června 2023 v Praze, zazněla hymna v pražském Edenu v provedení zhruba 6 tisíc fanoušků klubu.

## Další užívání skladby
Ve Spojených státech a Kanadě skladbu jako svoji hymnu užívá svobodozednářský řád skotského ritu známý jako Shriners International.
Jako svou hymnu skladbu používá také norský hokejový klub Sparta Warriors.

## Slova

### Refrén
I’m forever blowing bubbles,
Pretty bubbles in the air,
They fly so high,
Nearly reach the sky,
Then like my dreams,
They fade and die.
Fortune's always hiding,
I've looked everywhere,
I’m forever blowing bubbles,
Pretty bubbles in the air.

### První sloka
I’m dreaming dreams,
I’m scheming schemes,
I’m building castles high.
They're born anew,
Their days are few,
Just like a sweet butterfly.
And as the daylight is dawning,
They come again in the morning.

### Druhá sloka
When cattle creep,
When I’m asleep,
To lands of hope I stray.
Then at daybreak,
When I awake,
My bluebird flutters away.
Happiness new seemed so near me,
Happiness come forth and heal me.